# Pic de la Belle Étoile
Pour les articles homonymes, voir Belle étoile.
Le pic de la Belle Étoile est un sommet français, situé dans la chaîne de Belledonne, à 2 718 m d'altitude, dans le département de l'Isère.
Il est pourvu à son sommet d'une antenne de radiocommunication utilisée par les secours de montagne.
La Belle Étoile est également une épreuve de ski-alpinisme, se déroulant sur deux jours et totalisant environ 5 000 m de dénivelé positif. La course le « défi du Haut Bréda » consiste à rallier Allevard au pic de la Belle Étoile à vélo puis en ski de randonnée.